# راجیو گاندی
راجیو گاندی (به هندی: राजीव गांधी) (زاده ۲۰ اوت ۱۹۴۴ – درگذشته ۲۱ مه ۱۹۹۱) ششمین نخست‌وزیر هندوستان بود.

## زندگی
راجیو گاندی در ۲۰ اوتِ ۱۹۴۴ در شهر بمبئی چشم به جهان گشود. راجیو پسرِ بزرگِ ایندیرا گاندی و فیروز گاندی و یکی از اعضای برجسته خانواده نهرو-گاندی بود. 
راجیو گاندی پیش از ورود به عرصهٔ سیاست یک خلبان حرفه‌ای در خطوط هوایی هند بود. هنگام تحصیل در دانشگاه کمبریج با سونیا گاندی که ایتالیایی بود آشنا شد که بعدها این آشنایی منجر به ازدواج راجیو با سونیا شد.
او تا زمان مرگ برادر جوانش سانجی گاندی تا سال ۱۹۸۰ از سیاست دور بود. بعد از ترور مادرش در سال ۱۹۸۴ حزب کنگره ملی هند او را به عنوان نخست‌وزیری منصوب کرد. کنگره در دسامبر همان سال، توانست به رهبری راجیو گاندی با کسب ۴۱۱ کرسی از ۵۴۲ کرسی مجلس نمایندگان هند به پیروزی بزرگی دست یابد. با وجود تعهد راجیو گاندی برای مبارزه با فساد در مدیریت‌های دولتی، دیری نپایید که حزب کنگره نیز با فساد مالی آلوده شد و در انتخابات سال ۱۹۸۹ شکست بزرگی را متحمل شد و بدین ترتیب راجیو گاندی از مقام نخست‌وزیری استعفا داد.
گاندی در سال ۱۹۹۱ دوباره مأمور به تشکیل کابینه شد، ولی در عملیات انتحاری سنمجی راجاراتنام یکی از اعضای ببرهای تامیل کشته شد. پس از مرگ او، همسرش، سونیا گاندی رهبری کنگره را در سال ۱۹۹۸ برعهده گرفت و در نتیجه در سال ۲۰۰۴ کنگره دوباره موفق به کسب آرا شد. فرزند او پریانکا گاندی در حال حاضر دبیرکل حزب کنگره هند است. فرزند دیگر وی راهول گاندی رهبر اپوزیسیون در مجلس عوام هند است.
راجیو گاندی پس از مرگش، برندهٔ باارزش‌ترین نشان ملی هندوستان یعنی بهارات راتنا شد.
به عنوان نهمین نخست‌وزیر هند بعد از مرگ مادرش در ۳۱ اکتبر ۱۹۸۴ تا زمان شکست اش در انتخابات عمومی در۲ دسامبر ۱۹۸۹ بود. همچنین او لقب جوانترین نخست‌وزیر هند (به خاطر نخست‌وزیر شدن در سن ۴۰ سالگی) را داراست.

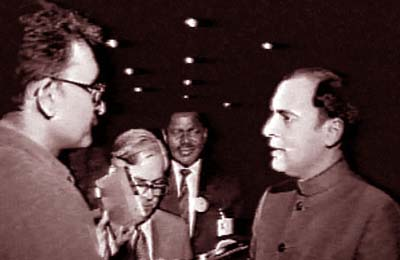
راجیو گاندی در سال ۱۹۸۶ و در دوران نخست‌وزیری و در مقام رهبر جنبش عدم تعهد در حال مصاحبه با خبرنگار ایرانی علی اکبر عبدالرشیدی